# يان هيرتسوغ
يان هيرتسوغ (بالألمانية: Jan Herzog)‏ هو مجدف ألماني، ولد في 8 أغسطس 1974 في برلين في ألمانيا.

## وصلات خارجية
- يان هيرزوغ على موقع الاتحاد الدولي للتجديف (الإنجليزية)
- يان هيرزوغ على موقع اللجنة الأولمبية الدولية (الإنجليزية)
- يان هيرزوغ على موقع أوليمبيديا (الإنجليزية)